# Kupčikita
La kupčíkita és un mineral de la classe dels sulfurs. Rep el nom en honor de Vladimir Kupčík (1934-1990), antic professor de cristal·lografia a les universitats de Göttingen, Alemanya, i Bratislava, Eslovàquia.

## Característiques
La kupčíkita és una sulfosal de fórmula química Cu3.4Fe0.6Bi₅S10. Va ser aprovada com a espècie vàlida per l'Associació Mineralògica Internacional l'any 2001. Cristal·litza en el sistema monoclínic. La seva duresa a l'escala de Mohs és 3.
Segons la classificació de Nickel-Strunz, la kupčikita pertany a «02.JA: Sulfosals de l'arquetip PbS, derivats de la galena amb poc o gens de Pb» juntament amb els següents minerals: benjaminita, borodaevita, cupropavonita, kitaibelita, livingstonita, makovickyita, mummeïta, pavonita, grumiplucita, mozgovaïta, cupromakovickyita, kudriavita, cupromakopavonita, dantopaïta, cuprobismutita, hodrušita, padĕraïta, pizgrischita, schapbachita, cuboargirita, bohdanowiczita, matildita i volynskita.

## Formació i jaciments
Va ser descoberta al camp oest del dipòsit de scheelita de la vall de Felben, a la serralada Hohe Tauern, dins de l'estat de Salzburg (Àustria). També ha estat descrita al Canadà, Suïssa, Romania, Eslovàquia, Polònia, Suècia i el Japó.